# Atentát na Františka Josefa I.
Neúspěšný atentát na Františka Josefa I. byl spáchán 18. února 1853 ve Vídni, kdy se rakouského císaře pokusil zavraždit krejčovský tovaryš a maďarský nacionalista János Libényi. Libényi bodl Františka Josefa nožem do zátylku během císařovy procházky po vídeňských hradbách, avšak následně byl atentátník přemožen císařovým pobočníkem a kolemjdoucími. Bodnutý císař během útoku neutrpěl životu nebezpečné zranění.

## Atentát
Při pravidelné odpolední procházce po Vídni byl František Josef I. se svým pobočníkem Maxmilianem O'Donnellem napaden Libényim, krejčím původem z Uher. Nedaleko staré Korutanské brány se císař naklonil přes zeď bašty, aby se podíval do příkopu, kde zrovna cvičili vojáci. V tom okamžiku přiskočil Libényi se slovy: „Ať žije Kossuth!“ a vrazil císaři do zátylku dlouhý kuchyňský nůž. Bodnou ránu do značné míry ztlumil límec hulánské uniformy a ostří tak poranilo jen kůži na jeho krku. Libényi se napřáhl k další ráně, v té však zabránil císařův pobočník O'Donnell, který maďarského atentátníka povalil na zem. O'Donnellovi vzápětí pomohl nedaleko stojící špeditér a řezník Joseph von Ettenreich a spolu s ostatními Libényiho zneškodnili.
Silně krvácející František Josef se bezprostředně po napadení odebral do nedalekého paláce arcivévody Albrechta, odkud pak byl kočárem v doprovodu lékařů dopraven do Hofburgu, kde ránu ošetřil císařův osobní lékař.

## Následky útoku a soud
Panovaly obavy, že atentát může zahájit protihabsburskou vzpouru, a proto byl ve vídeňské vojenské posádce vyhlášen stav pohotovosti a bylo nařízeno uzavřít městské brány a nádraží. Ukázalo se však, že atentátník jednal pouze sám. František Josef I. povýšil svého pobočníka O'Donnella do hraběcího a měšťana Ettenreicha do rytířského stavu. Na památku této události a jako poděkování za císařovo přežití byla rozhodnuto o vystavění chrámu Votivkirche. Na stavbu kostela byla vyhlášena sbírka, během níž se vybralo celkem 300 tisíc zlatých. Chrám, jehož stavba byla zahájena v roce 1856 byl vysvěcen v roce 1879.
Vyšetřování ukázalo, že Libényi sloužil v letech 1848–1849 v revoluční uherské armádě. Libényi se u soudu přiznal, že jeho důvody byly politické, že se jako maďarský vlastenec mstil za prohranou revoluci. Soud z něho však nedokázal dostat jména spoluviníků, protože žádné neměl. Bylo sice odhaleno několik „údajných spiklenců“, žádnému z nich však nebyla přímá účast na atentátu prokázána. Libényi byl nakonec odsouzen k trestu smrti a 26. února 1853 popraven.